# Campionato Italiano Slalom 2013
Il Campionato Italiano Slalom (CIS) 2013 si è svolto tra il 7 aprile e il 13 ottobre 2013 in 10 gare distribuite in nove regioni diverse. Il titolo di campione italiano slalom è stato vinto per la quarta volta da Fabio Emanuele, mentre quello di campione under 23 è stato vinto da Alessandro Tortora.

## Calendario e risultati
| Tappa | Data         | Slalom                            | Sede                 | Vincitore          |
| ----- | ------------ | --------------------------------- | -------------------- | ------------------ |
| 1     | 7 aprile     | Slalom Torregrotta-Roccavaldina   | Torregrotta          | Fabio Emanuele     |
| 2     | 19 maggio    | Slalom Città di Campobasso        | Campobasso           | Salvatore Venanzio |
| 3     | 2 giugno     | Maxi slalom Salerno-Croce di Cava | Cava de’ Tirreni     | Salvatore Venanzio |
| 4     | 7 luglio     | Maxi slalom Colle San Bartolomeo  | Colle San Bartolomeo | Fabio Emanuele     |
| 5     | 28 luglio    | Slalom Città di Osilo             | Osilo                | Francesco Marrone  |
| 6     | 11 agosto    | Slalom Città di Santopadre        | Santopadre           | Salvatore Venanzio |
| 7     | 8 settembre  | Slalom dell'Agro Ericino          | Valderice            | Salvatore Venanzio |
| 8     | 15 settembre | Slalom Garessio-San Bernardo      | Garessio             | Fabio Emanuele     |
| 9     | 29 settembre | Slalom Città di Bolca             | Vestenanova          | Enrico Zandonà     |
| 10    | 13 ottobre   | Slalom del monte Condrò           | Serrastretta         | Fabio Emanuele     |

## Classifiche

### Sistema di punteggio
Per il titolo di campione italiano slalom 2013 il regolamento sportivo prevede la partecipazione ad almeno 3 gare di campionato affinché i punti ottenuti siano considerati validi. I punteggi vengono attribuiti ai primi 15 classificati assoluti di ogni singola gara in base alla posizione in classifica di gruppo secondo il seguente schema:
| Posizione di Gruppo | 1ª | 2ª | 3ª | 4ª | 5ª | 6ª | 7ª | 8ª | 9ª | dalla 10ª alla 15ª |
| Punti               | 15 | 12 | 10 | 8  | 6  | 5  | 4  | 3  | 2  | 1                  |

Per il titolo di campione under 23 2013 sono considerati validi i punti ottenuti in almeno 4 gare di campionato. I punteggi vengono attribuiti in base alla posizione in classifica di classe di ciascuna gara secondo il seguente schema:
| Posizione di Classe | 1ª | 2ª | 3ª | 4ª | 5ª | 6ª | 7ª | 8ª |
| Punti               | 10 | 8  | 6  | 5  | 4  | 3  | 2  | 1  |

### Classifica campionato italiano piloti
| Pos | Pilota                | Vettura                   | Gruppo-Classe | TOR | CBS | SAL | SBT | OSL | SPD | AGE | GAR | BLC | CND | Punti validi |
| --- | --------------------- | ------------------------- | ------------- | --- | --- | --- | --- | --- | --- | --- | --- | --- | --- | ------------ |
| 1   | Fabio Emanuele        | Osella PA 9/90 Alfa Romeo | SPS-3         | 15  | 12  | 12  | 15  |     | 12  | 12  | 15  | 12  | 15  | 120          |
| 2   | Salvatore Venanzio    | Radical SR4 Suzuki        | SPS-2         | 8   | 15  | 15  | 10  |     | 15  | 15  | 12  | 15  |     | 105          |
| 3   | Vincenzo Manganiello  | Fiat X1/9 Suzuki          | P-2           | 12  | 15  | 12  | 12  |     | 15  |     |     |     | 10  | 76           |
| 4   | Luigi Vinaccia        | Osella PA 9/90 Alfa Romeo | SPS-3         | 10  | 8   | 10  |     |     | 5   | 5   |     |     | 12  | 50           |
| 5   | Luigi Padovani        | Renault 5 Gtt             | S-7           |     |     |     | 8   | 15  | 10  |     |     |     | 15  | 48           |
| 6   | Luca Veldorale        | A112 Kawasaki             | P-2           |     |     |     | 15  |     |     |     | 15  | 12  |     | 42           |
| 7   | Sebastiano Castellano | Radical SR4 Suzuki        | SPS-2         | 6   | 10  |     |     |     | 8   |     |     |     |     | 24           |
| Pos | Pilota                | Vettura                   | Gruppo-Classe | TOR | CBS | SAL | SBT | OSL | SPD | AGE | GAR | BLC | CND | Punti validi |

Seguono altri 77 piloti senza punti validi.

### Classifica campionato piloti under 23
| Pos | Pilota               | Vettura               | Gruppo-Classe | TOR | CBS | SAL | SBT | OSL | SPD | AGE | GAR | BLC | CND | Punti validi |
| --- | -------------------- | --------------------- | ------------- | --- | --- | --- | --- | --- | --- | --- | --- | --- | --- | ------------ |
| 1   | Alessandro Tortora   | Renault Clio RS       | N-4           | 10  | 10  | 10  | 8   | 10  | 10  | 10  |     |     | 10  | 78           |
| 2   | Vincenzo Manganiello | Fiat X1/9 Suzuki      | P-2           | 8   | 10  | 8   | 8   |     | 10  | 8   |     |     |     | 52           |
| 3   | Luca Caruso          | Formula Gloria B3 Kit | E2-M          | 10  | 10  | 10  |     |     |     | 6   |     |     | 10  | 46           |
| Pos | Pilota               | Vettura               | Gruppo-Classe | TOR | CBS | SAL | SBT | OSL | SPD | AGE | GAR | BLC | CND | Punti validi |

Seguono altri 23 piloti senza punti validi.